# Bazzano
Bazzano est une commune italienne située dans la ville métropolitaine de Bologne, dans la région Émilie-Romagne, dans le Nord de l'Italie. Le 1er janvier 2014, elle est intégrée à la commune de Valsamoggia à la suite du regroupement des communes de Bazzano, siège communal, Castello di Serravalle, Crespellano, Monteveglio et Savigno. En 2010, elle compte environ 6 900 habitants.

## Géographie

### Communes limitrophes
Castelfranco Emilia, Crespellano, Monteveglio, San Cesario sul Panaro, Savignano sul Panaro

## Personnalités liées à la commune
- Amédée Gordini, pilote automobile français est né à Bazzano.

## Administration
| Période                                  | Période | Identité | Étiquette | Qualité |
| ---------------------------------------- | ------- | -------- | --------- | ------- |
|                                          |         |          |           |         |
| Les données manquantes sont à compléter. |         |          |           |         |